# Heteropterna perdistincta
Heteropterna perdistincta är en tvåvingeart som beskrevs av Loïc Matile 1990. Heteropterna perdistincta ingår i släktet Heteropterna och familjen platthornsmyggor. Inga underarter finns listade i Catalogue of Life.